# Дорогой ценой (фильм)
«Дорогой ценой» — советский фильм 1957 года режиссёра Марка Донского по одноимённой повести Михаила Коцюбинского.

## Сюжет
1830 год. По воле пана крепостную крестьянку красавицу Соломию выдают замуж за гайдука. Остап, её возлюбленный, тоже крепостной, бежит за Дунай. Остап попадает в плен к туркам, и Соломия жертвует собой, чтобы вызволить любимого из неволи.

## В ролях
- Вера Донская-Присяжнюк — Соломия
- Юрий Дедович — Остап
- Иван Твердохлеб — Иван Катигорошек
- Ольга Петрова — Мариуца
- Сергей Шишков — Раду, муж Мариуцы
- Мария Скворцова — старая цыганка
- Павел Шпрингфельд — Гица, старый цыган
- Степан Шкурат — дед Овсей
- Фёдор Ищенко — Савка
- Леля Григораш — маленькая цыганочка
- Даня Волошенюк — цыганенок
- Константин Немоляев — турецкий переводчик
- Наталия Гебдовская — мать с плачущим ребёнком (нет в титрах)
- Дмитрий Франько — офицер с усами (нет в титрах)
- Константин Степанков — эпизод (нет в титрах)
- Вадим Васильев — эпизод (нет в титрах; единственная роль в кино)

## О фильме
В кинематографе Донского царил культ красоты. … А потом появился фильм «Дорогой ценой» и красота здесь была уже избыточна. … Казалось, экран вобрал в себя все цветение мира, сочными травами застелив святую постель. А за это любовники навеки отдали часть своих сил: медленно, долго-долго падали на траву длинные черные пряди обрезанных Соломией волос. Чувственность истекала на их концах. Любовь осталась там, где обнаженная женщина входила в воду, где на Любовь не имели право ни он, ни она. А за Дунаем только плакала изуродованная цыганами лошадь. И в молочном тумане Соломия пела об убийстве на мелодию колыбельной.— киновед Кирилл Разлогов
В конце 1950-х годов, когда фильм появился на экранах, он воспринимался как устаревшее кино сталинской эпохи, и только спустя десятилетия его стали оценивать иначе, — как новаторскую работу режиссёра, — как начало зарождения «Советской новой волны», опередивший появление такого её шедевра как «Тени забытых предков»:

…«поэтическая волна», сначала никем не замеченная, вышла из кинематографа «оттепели», начавшись «Дорогой ценой» Донского. Потом уже появился Параджанов…— журнал «Киноведческие записки», 2006
В то же время в кинопрокате Франции, где фильм шёл под названием «Плачущая лошадь» в 1961 году, фильм имел невероятный успех — занял 6-е место в ТОП-10 фильмов проката Франции 1961 года по версии журнала Cahiers du cinéma:

Фильм этот, малоизвестный у нас, стяжал режиссёру не просто славу, но послужил созданию чего-то вроде культа Донского среди самой рафинированной части самых рафинированных кинематографистов мира — французских.— киновед Майя Туровская

Французская критика, приверженная «политике авторства» влюбилась в картину, почувствовав её интимную обнажённость. — киновед Кирилл Разлогов